# R.H. Tawney
Richard Henry Tawney, född 30 november 1880 i Calcutta, död 16 januari 1962 i London, var en brittisk historiker, aktivist och socialist. Han var professor vid University of London. Tawney var känd för sina kritik mot kapitalism. Han var en produktiv författare som skrev historiska verk.